# Château de Mistra
Le château de Mistra, également désigné sous le nom de château de Villehardouin, est la forteresse dominant la ville médiévale de Mistra, en Grèce. 

## Histoire
Le château a été construit en 1249 par Guillaume II de Villehardouin.

## Description
La forteresse est située à une altitude de 621 m. Constituée d'une double enceinte, elle a été transformée successivement par les despotes de Mistra et les Ottomans.
La porte de l'enceinte intérieure est protégée par une haute tour carrée, d'origine byzantine. À l'extrémité sud du plateau une citerne et une tour de guet dominent les ruines.
L'enceinte extérieure protège la forteresse.

## Quelques vues de la forteresse

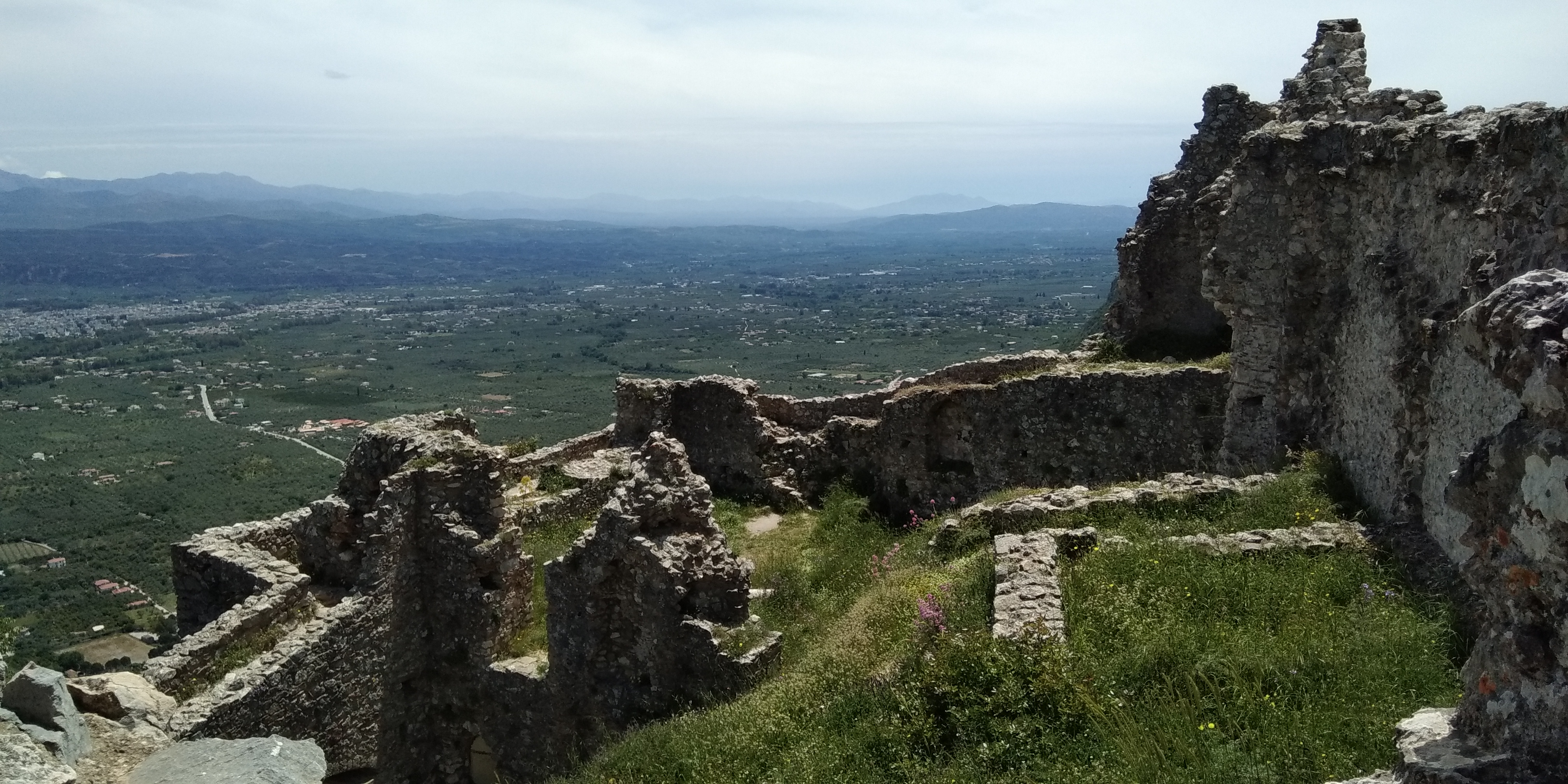
Vue des remparts dominant la plaine de Sparte.
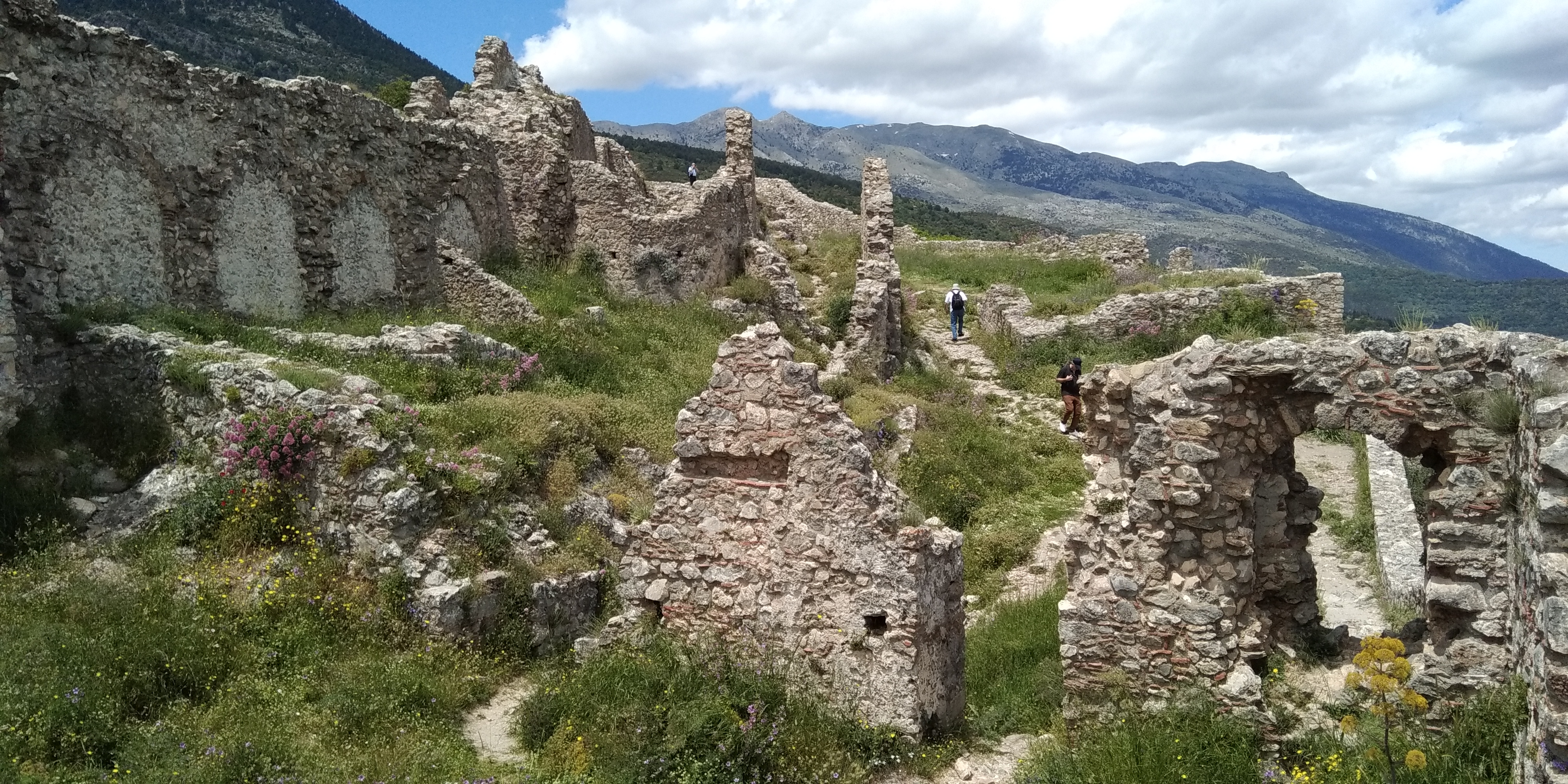
Intérieur de la citadelle.